# Роза-и-Силва, Франсиску ди Ассис
Франси́ску ди А́ссис Ро́за-и-Си́лва (порт. Francisco de Assis Rosa e Silva; 4 октября 1856, Ресифи, Пернамбуку, Бразильская империя — 1 июля 1929, Рио-де-Жанейро, Бразилия) — бразильский государственный и политический деятель, вице-президент Бразилии в 1898—1902 годах.

## Ранняя карьера
В 1877 году окончил Юридический факультет Ресифи, в 1879 году получил степень доктора философии. В 1879—1881 годах жил за границей. Вернувшись в Ресифи, начал политическую карьеру, присоединившись к консерваторам.
В 1882—1887 годах трижды избирался депутатом в провинциальные законодательные органы, в 1886—1889 заседал в Палате депутатов Бразилии. Некоторое время в 1889 году занимал пост министра юстиции в императорском кабинете Педру II.
Поддержал провозглашение республики, был членом законодательных органов Бразилии, в 1894—1896 годы возглавлял Палату депутатов. В 1895 году он был избран сенатором от Пернамбуку и оставался на этой должности до 1898 года.

## На посту вице-президента
В 1897 году вместе с Кампусом Салисом были выдвинуты на посты вице-президента и президента Бразилии соответственно. На состоявшихся в марте 1898 года выборах они одержали победу. 15 ноября того же года официально вступил в должность вице-президента. Одновременно являлся президентом Сената Бразилии. 
С 17 октября по 8 ноября 1900 года, во время поездки Салиса в Аргентину, временно исполнял обязанности президента.

## Завершение карьеры
После окончания вице-президентских полномочий вернулся в Сенат, где закончил свою политическую карьеру. 1 июля 1929 года он умер от бронхопневмонии и был похоронен на кладбище Санту-Амару в Ресифи.